# More - Di più, ancora di più
More - Di più, ancora di più (More) è un film del 1969 diretto da Barbet Schroeder.

## Trama
Due giovani compiono un viaggio a Ibiza.
Stefan è un tedesco itinerante che trova in Francia un amico con cui inizialmente pensa di dividere l’appartamento. 
In una delle feste a cui partecipano, conoscono Estelle. L’amico consiglia vivamente a Stefan di girarle alla larga. 
Questo per Stefan suona esattamente come un invito, così appena si ritrova in cucina da solo con lei coglie l’occasione per parlarci. 
Da subito nasce una simpatia reciproca, ma vengono interrotti dall’amico che allontana Stefan poiché aveva rubato dalle varie borse un po’ di soldi per poter pagare l’affitto dell’appartamento che avevano trovato. 
Quando Stefan scopre che in realtà i soldi li ha rubati proprio ad Estelle, lo convince a intrufolarsi nelle case per rubare altri soldi, così da poter restituirli alla ragazza. 
Con questa scusa, Stefan rivede Estelle nell’hotel in cui alloggia, comunicatogli durante la loro conversazione alla festa. 
Stefan fuma per la prima volta dell’erba, si capisce subito che Estelle rappresenta la figura in grado di influenzarlo e portarlo a compiere cose che non farebbe mai. 
I due passano il tempo insieme e finiscono per far l’amore. Finito l’atto lui nota un segno sul polso, che lei spiega essere dovuta ad un’infezione avuta lo scorso anno quando si faceva, ma che ora ha smesso. 
Estelle poi lo informa di aver perso l’aereo, poiché doveva partire per Ibiza, e che dovrà posticipare al giorno successivo.
Lo invita però a raggiungerla informandolo che lei sarà ospitata da Dottor Wolf. 
Stefan non ci pensa due volte e corre ad Ibiza da lei, ma trovarla non risulta subito facile. Ad Ibiza Stefan scopre la vera natura di Estelle, ma inizialmente non se ne accorge. Riesce a trovarla, la ragazza è dal dottor Wolf e Stefan la convince a seguirlo dall’altra parte dell’isola e di stare solo loro due. 
Riesce nell’intento, convinto di poter ora dedicarsi alla loro relazione. Un giorno però, tramite una vecchia amica di Estelle, Cathrine, scopre che Estelle si faceva di eroina. 
Ad aggravare la situazione fu il furto di eroina che Estelle fece nei confronti di Wolf, la notte in cui scappò con Stefan. 
Inizia quindi un circolo vizioso, Stefan per un periodo prova a salvarla, ma alla fine si fa trascinare da lei in un tunnel mortale. 
I due diventano due tossici e tossica è anche la loro relazione. 
Tornano sotto il dottor Wolf, in quanto lui li aveva sempre spiati e per recuperare il debito che avevano nei suoi confronti, accettano di tornare vicino a lui. Stefan lavora come cameriere nel suo albergo, dove diventa anche spacciatore. 
Estelle continua il rapporto con il dottor Wolf, anche se Stefan non capisce ancora che cosa li lega. 
Quando ormai sono dei totali dipendenti da eroina, provano a disintossicarsi assumendo altre droghe come l'LSD. I trip che provano sono diversi ed Estelle ne soffre parecchio, trovandosi nuda davanti a se stessa e odiando ciò che era diventata. 
L’amico francese di Stefan arriva ad a Ibiza per salutarlo e per riportarlo a Parigi, dicendogli che Estelle aveva già rovinato due bravi ragazzi in passato e che lui non poteva essere il terzo. Inoltre ribadisce il fatto che lo aveva avvertito. 
Stefan è perplesso e pensa di non potercela fare senza Estelle. I due hanno una discussione, ormai in preda alle crisi di astinenza. 
Stefan sembra quasi pronto a partire, ma alla fine scappa a cercare Estelle. 
Non trovandola finisce col recuperare due dosi di eroina e, nonostante la raccomandazione di non assumerle insieme, Stefan corre a bucarsi, aggiungendo entrambe le dosi. Quella è l’ultima dose di Stefan, poiché gli risulta fatale. 
Viene seppellito, ma con poche cerimonie, in quanto pensano avesse voluto togliersi volutamente la vita.

## Produzione
In una lunga intervista concessa a Cahiers du cinéma il regista  a un certo punto contestualizzando More nel periodo in cui si allontanò da Parigi e dalla Nouvelle vague dice che all'epoca avendo visto e letto molto di cose terribili riguardanti la droga nello stesso tempo si scoprivano le droghe psichedeliche che avrebbero rappresentato il contrario. Di conseguenza, in sostanza, decise di fare un film contro l'eroina a favore dell'LSD. A Ibiza, il luogo del film, Barbet Schroeder si sentiva a casa in quanto la madre vi si era installata fin dal 1951 e, tra l'altro, la sua casa era molto cinematografica.

## Colonna sonora
La pellicola è interamente accompagnata dalla colonna sonora dei Pink Floyd, commissionata dallo stesso regista e pubblicata nell'album Soundtrack from the Film More, presente nella discografia ufficiale della band.

## Distribuzione
Il film è stato presentato in una proiezione speciale della Settimana internazionale della critica al Festival di Cannes 2002.